# OLC・ライツ・エンタテインメント
株式会社OLC・ライツ・エンタテインメント（オーエルシー・ライツ・エンタテインメント）は、かつて東京都中央区にあったオリエンタルランドグループの企業。

## 沿革
- 2003年（平成15年）5月26日 - オリエンタルランドの100%出資子会社として設立
- 2006年（平成18年）11月9日 - 映画制作事業に参入することを発表。第1作目の「世界最速のインディアン」は2007年（平成19年）2月3日から公開された。配給はソニー・ピクチャーズ エンタテインメントとなる。
- 2009年（平成21年）
  - 2月5日 - オリエンタルランドの事業見直しにより2009年3月末までにオリエンタルランドが売却、または会社解散となることが決定した。
  - 3月31日 - 会社解散